# Ri Myung-hun
Dans ce nom coréen, le nom de famille, Ri, précède le nom personnel.
Ri Myung-hun, né le 14 septembre 1967 en Corée du Nord, était le pivot de l'équipe nationale de basket-ball de la république populaire démocratique de Corée. Il est aussi connu sous le nom de Michael Ri, nom emprunté à son joueur favori, Michael Jordan. Il a été déclaré homme vivant le plus grand du monde.

## Biographie
Il mesure 2,35 m et voulait jouer en NBA dans les années 1990. D'après Associated Press, il était le basketteur le plus grand du monde .
Pour anticiper son embauche en NBA, Ri a travaillé au Canada où il a été approché par de nombreuses équipes. Mais il a été interdit de jouer dans la ligue à cause de l'embargo commercial des États-Unis sur la Corée du Nord. Le Département d'État des États-Unis a autorisé Ri à jouer dans le pays en 2000, à la condition principale que son salaire ne puisse être rapatrié vers la Corée du Nord. Les officiels nord-coréens ont répondu en refusant son départ à Ri. Ri a été autorisé à répondre à une interview avec Mike Chinoy de CNN, dans laquelle il a déclaré : « Je suis grand. Je veux tester mes talents. Je ne suis pas intéressé par l'argent ou la politique. En tant que sportif, je veux juste essayer. ». Finalement, Ri s'est déclaré satisfait de jouer au basket pour le guide suprême nord-coréen Kim Jong-il. Dans une partie avec une équipe composée de joueurs de Corée du Nord et de Corée du sud Ri a marqué 26 points en 21 minutes, bien que son équipe « dankyol » (solidarité) ait perdu 141 à 138.
Le 28 décembre 2011, la télévision nord-coréenne a montré un plan vidéo des funérailles de Kim Jong-il dans lequel apparaît une personne inhabituellement grande parmi la foule. Cette personne pourrait être Ri Myung-hun.